# Кубок Гібралтару з футболу 2015
Кубок Гібралтару з футболу 2015 — 61-й розіграш кубкового футбольного турніру у Гібралтарі. Переможцем в 16 раз у своїй історії став Лінкольн Ред Імпс.

## Перший раунд
Матчі пройшли 7 - 11 січня 2015 року.
| Команда 1             | Рахунок      | Команда 2               |
| --------------------- | ------------ | ----------------------- |
| Енджелс (2)           | 1–1 пен. 5–4 | Монс Кальпе (2)         |
| Гібралтар Юнайтед (2) | 1–0          | Лео (2)                 |
| Пегасус (2)           | 0–8          | Гібралтар Скорпіонс (2) |
| Каннонс (2)           | 0–7          | Юероп Пойнт (2)         |
| Олімпік 13 (2)        | 0–1          | Бока Хуніорс (2)        |
| Хаунд Догс (2)        | 2–3          | Мегпіс (2)              |

## 1/8 фіналу
Матчі пройшли з 30 січня по 2 березня 2015.
| Команда 1             | Рахунок | Команда 2               |
| --------------------- | ------- | ----------------------- |
| Лінкс                 | 5–0     | Бока Хуніорс (2)        |
| Юероп                 | 2–1     | Манчестер-62            |
| Лайонс Гібралтар      | 2–0     | Ґласіс Юнайтед          |
| Гібралтар Юнайтед (2) | 1–6     | Лінкольн Ред Імпс       |
| Ред Імпс              | 0–3 w/o | Гібралтар Скорпіонс (2) |
| Енджелс (2)           | 0–2     | Британнія XI            |
| Сент-Джозефс          | 3–0     | Мегпіс (2)              |
| Юероп Пойнт (2)       | 5–0     | Гібралтар Фенікс        |

## Чвертьфінали
Матчі пройшли 13 - 15 березня 2015 року.
| Команда 1       | Рахунок | Команда 2               |
| --------------- | ------- | ----------------------- |
| Сент-Джозефс    | 2–1     | Лайонс Гібралтар        |
| Британнія XI    | 2–0     | Гібралтар Скорпіонс (2) |
| Юероп Пойнт (2) | 1–2     | Лінкс                   |
| Юероп           | 0–1     | Лінкольн Ред Імпс       |

## Півфінали
Матчі пройшли 19 березня та 25 квітня 2015.
| Команда 1         | Рахунок | Команда 2    |
| ----------------- | ------- | ------------ |
| Лінкольн Ред Імпс | 2–0     | Сент-Джозефс |
| Британнія XI      | 1–2     | Лінкс        |

## Фінал
Матч відбувся 30 травня 2015.
| Команда 1         | Рахунок | Команда 2 |
| ----------------- | ------- | --------- |
| Лінкольн Ред Імпс | 4–1     | Лінкс     |